# LinuxLive USB Creator
LinuxLive USB Creator est un logiciel gratuit et open source pour Windows qui permet de créer une clé USB bootable avec Linux dessus. 
Ce logiciel offre aussi une option de virtualisation permettant de lancer ce Linux directement dans Windows et cela sans configuration ni installation.
L'interface utilisateur très colorée se veut simple d'utilisation. Chaque étape nécessaire à la création de la clé USB est affublé d'un feu de circulation permettant d'indiquer à l'utilisateur si l'étape a bien été remplie.
Le logiciel a été codé en utilisant le langage de programmation AutoIt.

## Fonctionnalités
- Création de live USB à partir de diverses Distributions Linux[1].
- Persistance des données sauvegardées dans Linux
- Permet de lancer Linux directement dans Windows en utilisant une version portable de VirtualBox
- Cache les fichiers créés pour les rendre invisibles sous Windows
- Installation ne nécessitant pas le formatage de la clé (sauf si la clé est en NTFS)

## Distributions Linux supportées
- Ubuntu, Kubuntu et Xubuntu jusqu'à la version 18.04.5 (08/2020)
- Backtrack
- CentOS
- Clonezilla[2]
- Debian Live Gnome/KDE/LXDE/Xfce
- Damn Small Linux
- DoudouLinux
- Puppy Linux
- GParted Live
- Fedora 11 KDE/Gnome)
- Linux Mint Main Edition
- Super OS